# Carl Mink
Carl Mink oder Karl Mink, (* 24. März 1883 in Worms; † 29. Januar 1939 in Essen) war ein deutscher Architekt.

## Leben

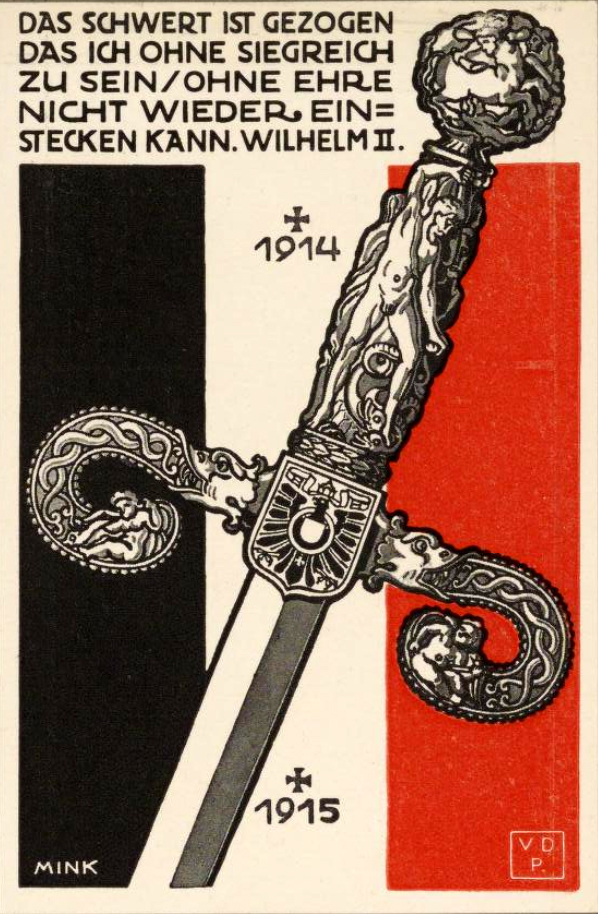
1915 durch den Verein der Plakatfreunde, Ortsgruppe Hannover, preisgekrönter Entwurf der Kriegspostkarte von Mink

Mink studierte ab dem Wintersemester 1901/1902 an der Baugewerkschule Holzminden und an der Landesbaugewerkschule Darmstadt. Danach war er im Dienst der Stadt Darmstadt tätig, u. a. als Bauleiter des Hochzeitsturms von Joseph Maria Olbrich auf der Darmstädter Mathildenhöhe. 1910–1934 war er Mitarbeiter bei dem Architekten Georg Metzendorf, zunächst 1910–1912 als Bauleiter vor Ort der Gartenstadt Hüttenau bei Hattingen, dann 1912–1914 im Essener Büro Metzendorfs, von 1914 bis 1916 in leitender Stellung. Seine Mitarbeit wurde 1916–1918 vom Kriegsdienst unterbrochen. 
Gemeinsam mit Philipp Schnatz (1885–1917), ebenfalls Mitarbeiter im Büro Metzendorf, gewann Mink 1912 den Planungswettbewerb zur Arbeitersiedlung „Johanna“ in Leverkusen (Kennwort „Gerade Straßen“) und im gleichen Jahr für eine Wohnanlage (Kennwort „Geschlossene Straßen und Platzwand“) der Barmer Baugesellschaft in Barmen.
Von 1921 bis 1934 war Mink gemeinsam mit Jacob Schneider Teilhaber (20 %) im Architekturbüro von Georg Metzendorf. Nach Metzendorfs Tod im Jahr 1934 wurde Mink als sein Nachfolger Architekt der Margarethe-Krupp-Stiftung in Essen und vollendete die Margarethenhöhe bis 1938. 1937 wurde nach einem Architektenwettbewerb ein Entwurf von ihm angekauft.
Carl Mink wohnte zuletzt in Essen, Kruppstraße 307. Verheiratet war er mit der Witwe seines im Ersten Weltkrieg gefallenen Freundes Rigol, dessen Kinder er erzog. Begraben wurde Mink auf dem Essener Südwestfriedhof.